# رجا إغبارية
رجا إغبارية (1952 -) هو ناشط وسياسي من عرب 48، قيادي في حركة أبناء البلد وفي لجنة المتابعة العليا للجماهير العربية

## حياته ونشأته
ولد عام 1952م أنهى دراسته الابتدائية في أم الفحم، ودراسته الثانوية في الناصرة. يحمل شهادة البكالوريوس (BA) في العلوم السياسية وعلم النفس. كان أحد مؤسسي اتحاد لجان الطلاب الجامعيين العرب في السبعينات. عمل موظفًا لمدة سنة في مجلس أم الفحم المحلي في نهاية تعليمه الجامعي. بعد ذلك عمل كمدرس في أم الفحم لمدة 24 سنة، مارس المهنة فعليًا لمدة 14 سنة، وفصل بعد ذلك 3 مرات عن العمل بسبب نشاطاته السياسية، كان آخرها يوم الأرض عام 1988م. ربح جميع المحاكم ضد وزارة المعارف وسجل سابقة قانونية تدرس في الجامعات، حيث سمح القانون في أعقاب قرار المحكمة لأول مرة لمعلم مدرسة بأن يمارس السياسة ويكون قائدًا لتنظيم سياسي. أحيل للعمل في مركز تربوي يهودي بمدينة الخضيرة، وفي غضون ذلك شارك ببرنامج بوبوليتيكا المشهور في 30 آذار 1998م، مع وزراء وأعضاء كنيست، وأطلق تصريحاته المشهورة كأول سياسي عربي يجرؤ على ذلك حيث قال خلال البرنامج: «إنّ استقلالكم هو يوم نكبتنا والنكبة هي نوع من أنواع الكارثة». فقامت الدنيا ولم تقعد وأصبحت هذه الجملة هي شعار مسيرات العودة. على أثر ذلك طلبت وزارة المعارف منه الخروج للتقاعد المبكر، وقبل ذلك مقابل تقاضيه 52% من راتبه الأصلي، متزوج من السيدة إلهام عودة من مدينة الناصرة، وهي تعمل اليوم كعاملة اجتماعية في بلدية الناصرة وله بنت واحدة أسمها «عنات».

## مسيرته
منذ جيل 16 سنة تم تجنيده لحركة أبناء البلد بشكل شبه سري، وانتسب للحركة بشكل رسمي فقط بعد تخرجه من الجامعة عام 1975م. تعرض لإعتقالات عديدة منذ يوم الأرض عام 1976م، ثم تعرض للإقامة الجبرية عام 1980م. ولمدة أربع سنوات حتى عام 1986م لم يخرج ليلاً من البيت ولا نهارًا من أم الفحم إلا لتثبيت وجوده اليومي في شرطة عارة. وفي شهر ديسمبر عام 1987م كان أول معتقل إداري داخل الخط الأخضر وذلك على أثر يوم التضامن مع اندلاع الانتفاضة الأولى في الضفة والقطاع؛ كذلك كان أول من أصدر صحيفة حركة أبناء البلد «الراية»، التي تم إغلاقها عام 1988م بأمر عسكري، ثم أصدر جريدة «الميدان» وأغلقت بعد سنة ونصف لنفس السبب. ترأس رجا إغبارية حركة أبناء البلد وشارك بشكل حاسم بإنشاء التجمع الوطني الديموقراطي، وكان مهندس التحالف مع الجبهة عام 1996م، وبعد أن نجح د.عزمي بشارة في الكنيست طلب حل أبناء البلد، فترك له التجمع وعاد إلى أبناء البلد.